# Амблігоніт

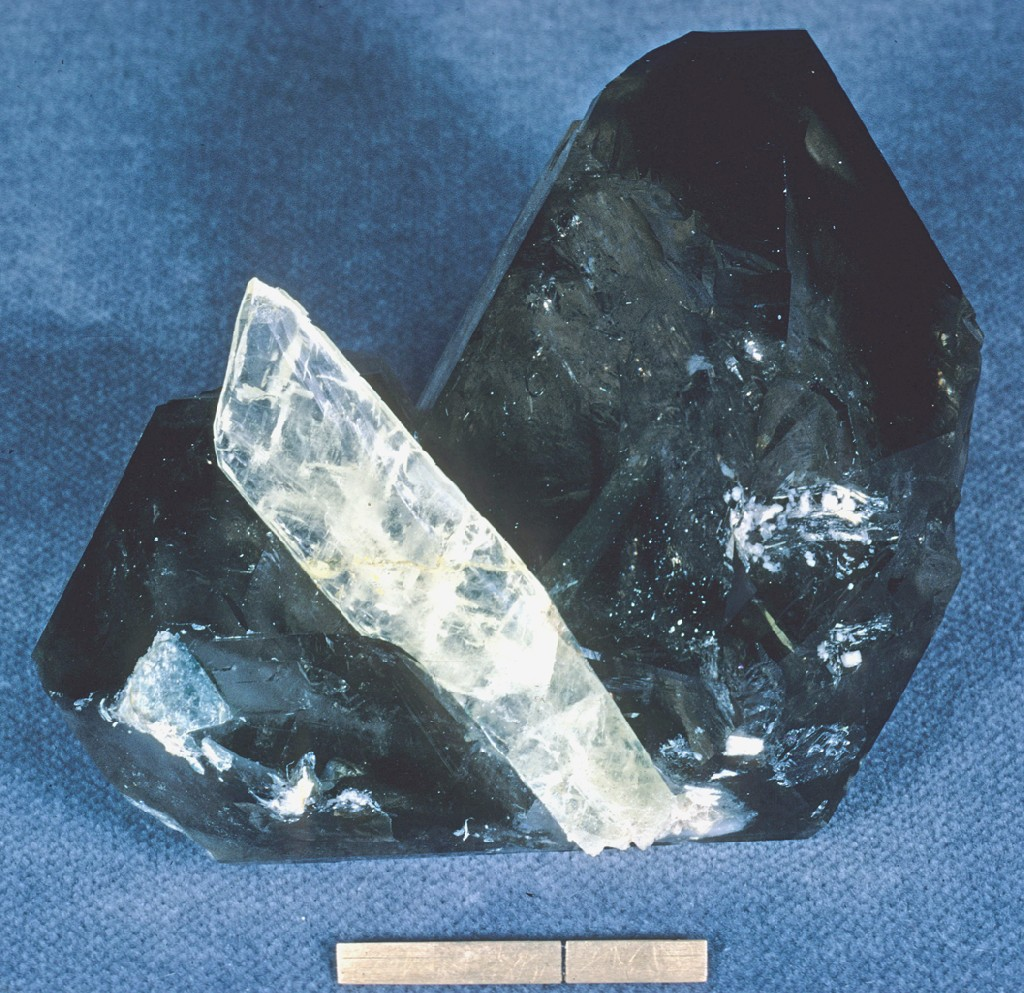
Амблігоніт з Бразилії

Амблігоніт (рос. амблигонит; англ. amblygonite; англ. Amblygonit m) — мінерал класу фосфатів, гідроксилистий різновид мінерального виду амблігоніт-монтебразит острівної будови.

## Загальний опис
Хімічна формула: LiAl[PO4](F, OH). Містить (%): Li2О — 10,1; Al2О3 — 34,46; P2О5 — 48,0; F — 12,85.
Сингонія триклінна.
Кристалічна структура шаруватого типу. Кристали таблитчасті до ізометричних. Характерні крупні утворення неправильної форми.
Густина 2,9-3,1.
Твердість 5,5-6,5.
Колір білий, жовтуватий, зеленуватий. Напівпрозорий.
Блиск скляний.
Крихкий.
Амблігоніт — типовий мінерал рідкісно-металічних гранітних пегматитів. Цінна літієва руда.